# Chapelle de l'hôpital Layné de Mont-de-Marsan
La chapelle de l'hôpital Layné est un lieu de culte catholique situe sur la commune de Mont-de-Marsan, dans le département français des Landes. Elle se voit attribuer le label « Patrimoine du XXe siècle » en 2015, remplacé en 2016 par le label « Architecture contemporaine remarquable ».

## Présentation
La chapelle hospitalière, placée sous le vocable de la Vierge Marie, est construite de 1937 à 1939 dans le quartier de Saint-Médard. Elle est réalisée en béton armé, sur les plans de l'architecte Franck Bonnefous sur le site de l'hôpital Layné, auquel elle est attenante. Le culte dominical qui y est rendu est ouvert à tous les fidèles, qu'ils soient hospitalisés ou non.

### Histoire
La chapelle est attachée à l'hôpital Layné de Mont-de-Marsan, situé à l'est du centre historique de la ville, entre les cours de la Douze et du Midou. La réalisation d'un hôpital est projetée avant la première guerre mondiale mais elle est suspendue par elle avant d'être finalement exécutée en 1934-1935. Le nouvel hôpital est sur le point d'ouvrir quand la Seconde Guerre mondiale est déclarée. Il est réquisitionné par les forces d'occupation, présentes à Mont-de-Marsan à partir du 28 juin 1940. A la libération de Mont-de-Marsan le 21 août 1944, il nécessite des travaux de restauration et peut enfin accueillir à partir de 1947 malades et service de maternité provenant de l'hôpital Lesbazeilles, qui se reconvertit alors en maison de retraite.

### Architecture
La chapelle mesure 30 m de long sur 10 de large. Elle présente une esthétique volontairement dépouillée, caractéristique de la fin de la période Art déco. La façade principale est un mur pignon percé de trois ouvertures. Le clocher est érigé sur un angle de la façade. Son volume se rétrécit sur sa partie supérieure, lui donnant un air de sémaphore.
La nef et la rotonde servant d'abside sont éclairées de petites fenêtres hautes en forme de mitres (1,20 x 0,80 m). Les vitraux historiés sont réalisés en 1939 par le maître verrier Jean Lesquibe. Ils représentent les scènes religieuses suivantes : l'Annonciation, la Visitation de la Vierge Marie, la Nativité, la Fuite en Égypte, le Couronnement de la Vierge, la Présentation de Jésus au Temple, la rencontre avec Simon de Cyrène sur le chemin du Calvaire, la Descente de Croix et l'Annonce de la Résurrection de Jésus aux Saintes Femmes.
A l'intérieur, la toiture est supportée par cinq fermes en béton. Les côtés de la nef sont jalonnés des quatorze stations du chemin de croix, réalisé en staff par le sculpteur Lucien Danglade. Ce dernier orne également en 1947 les écoinçons des trois arcades de la façade de bas-reliefs en creux représentant les quatre évangélistes, reconnaissables à leurs symboles respectifs. Aux deux extrémités, il représente les filles de la charité de Saint Vincent de Paul coiffées de leur cornette, accompagnées du fondateur originaire des Landes, Vincent de Paul, rappelant la vocation hospitalière des lieux.

## Univers de fiction
La chapelle sert de lieu de tournage du film L'Homme qui rêvait d'un enfant, réalisé par Delphine Gleize et sorti en 2006.

## Galerie
Vue générale

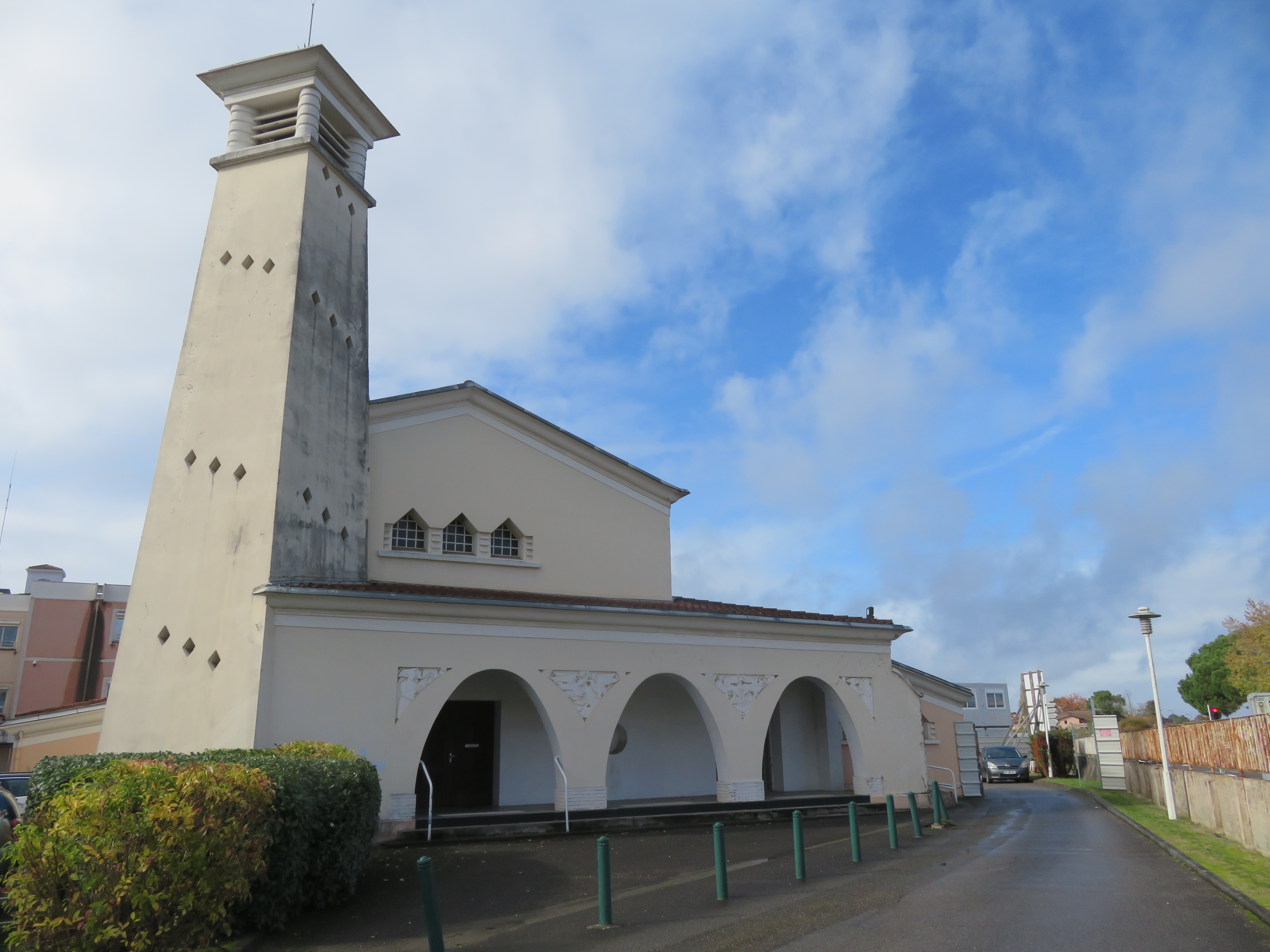
La chapelle et son clocher

Détails exterieurs

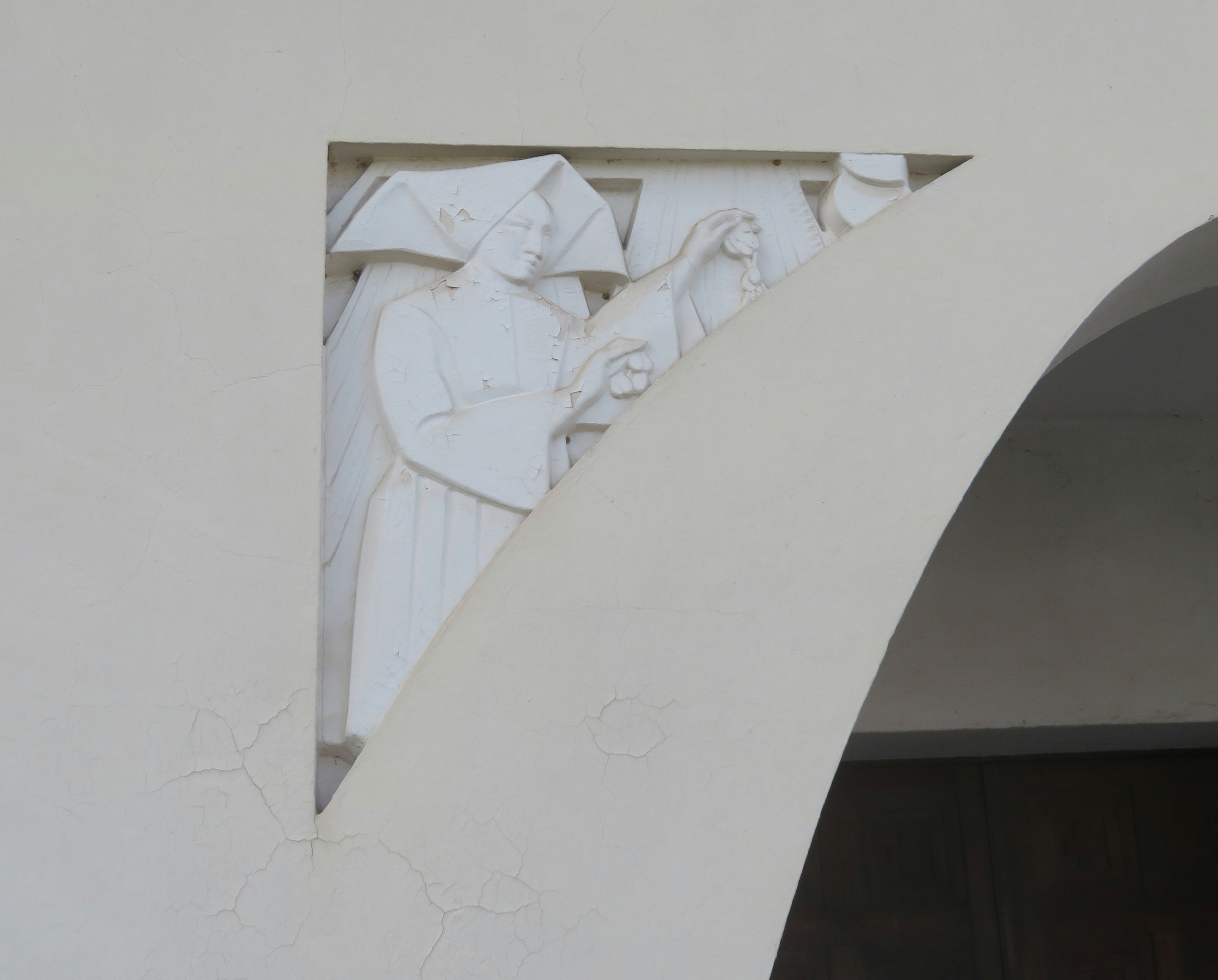
Fille de la charité de Saint Vincent de Paul coiffée de sa cornette
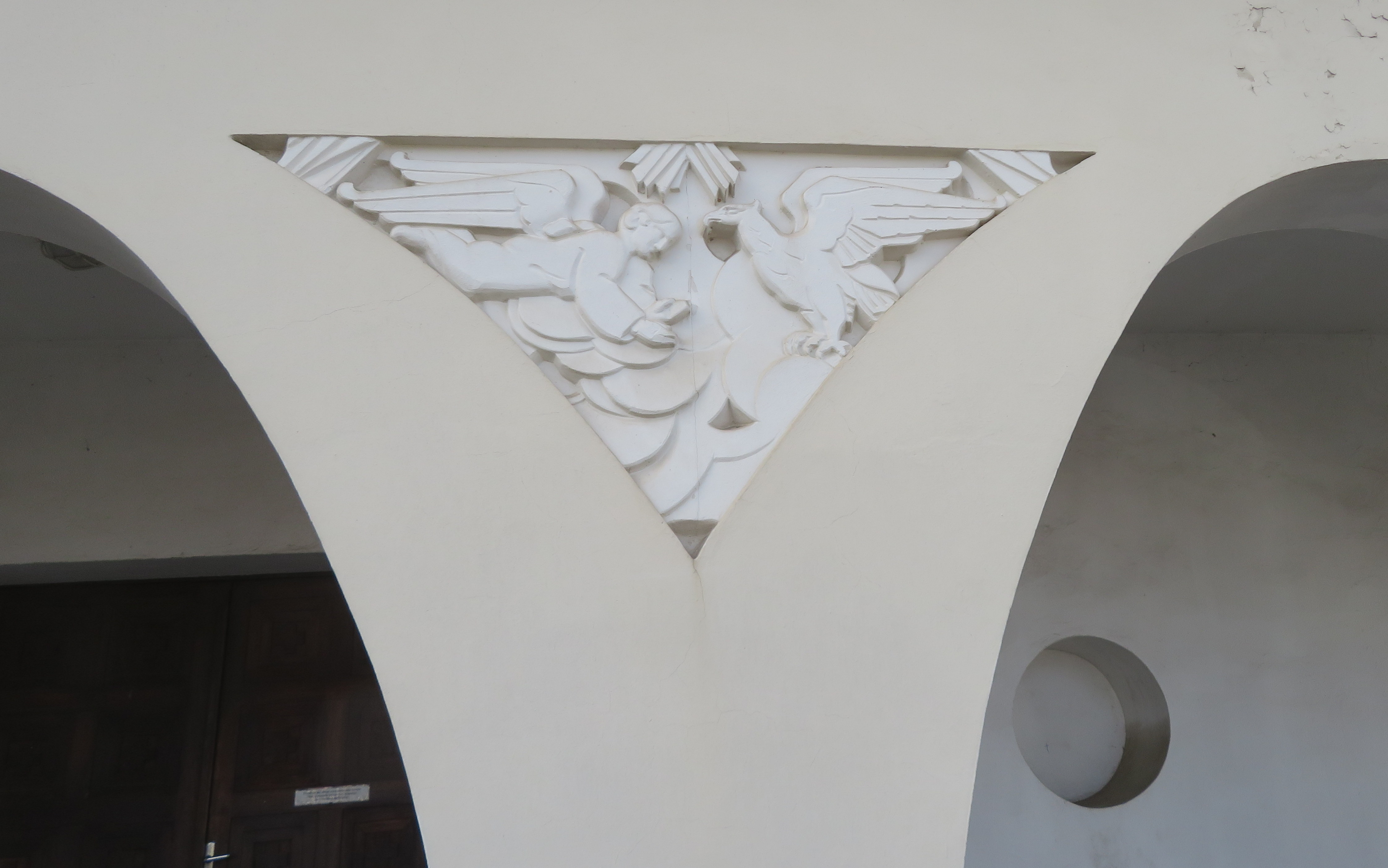
Matthieu (homme ailé) et Jean (aigle)
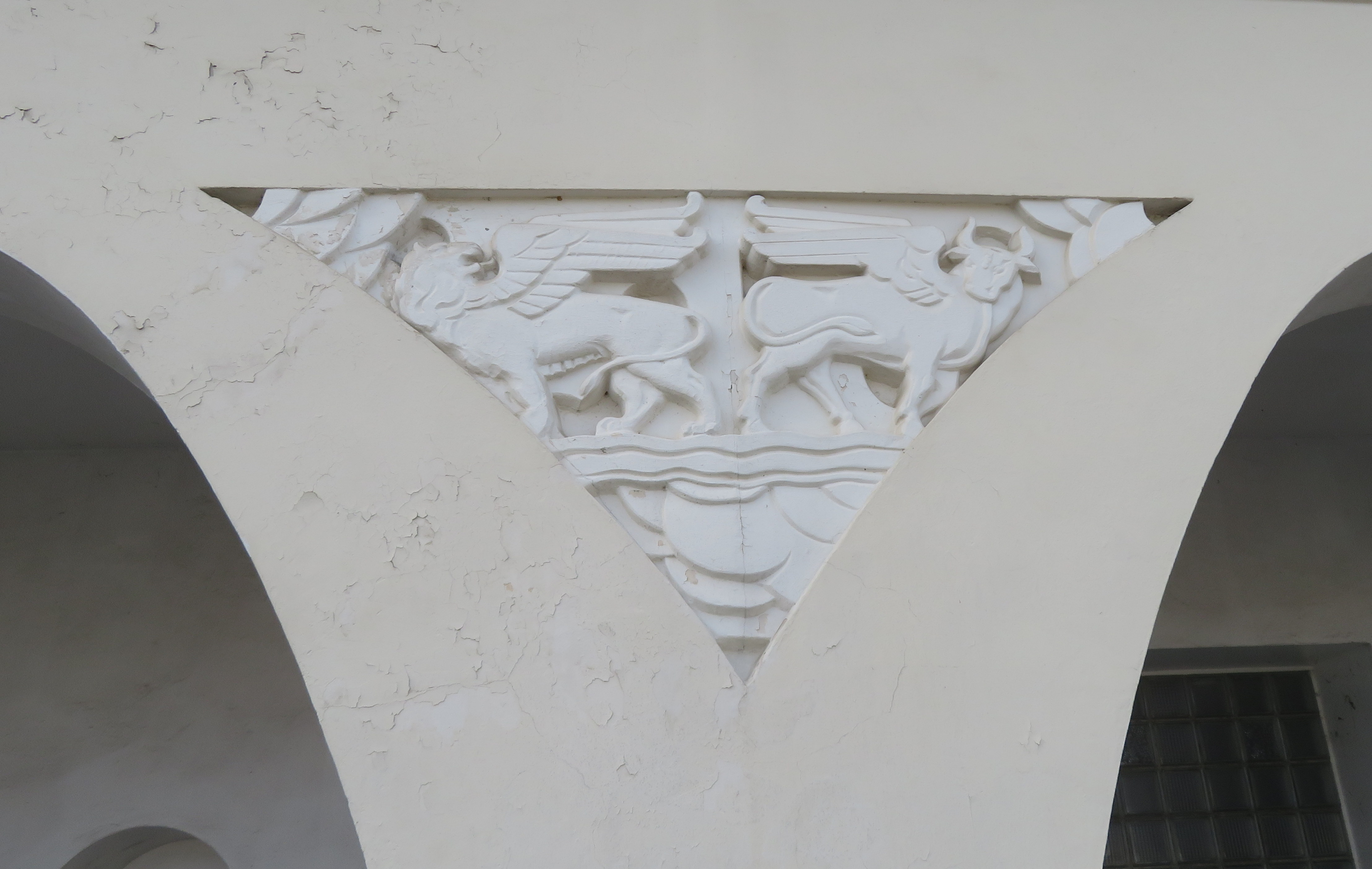
Marc (lion ailé) et Luc (taureau ailé)
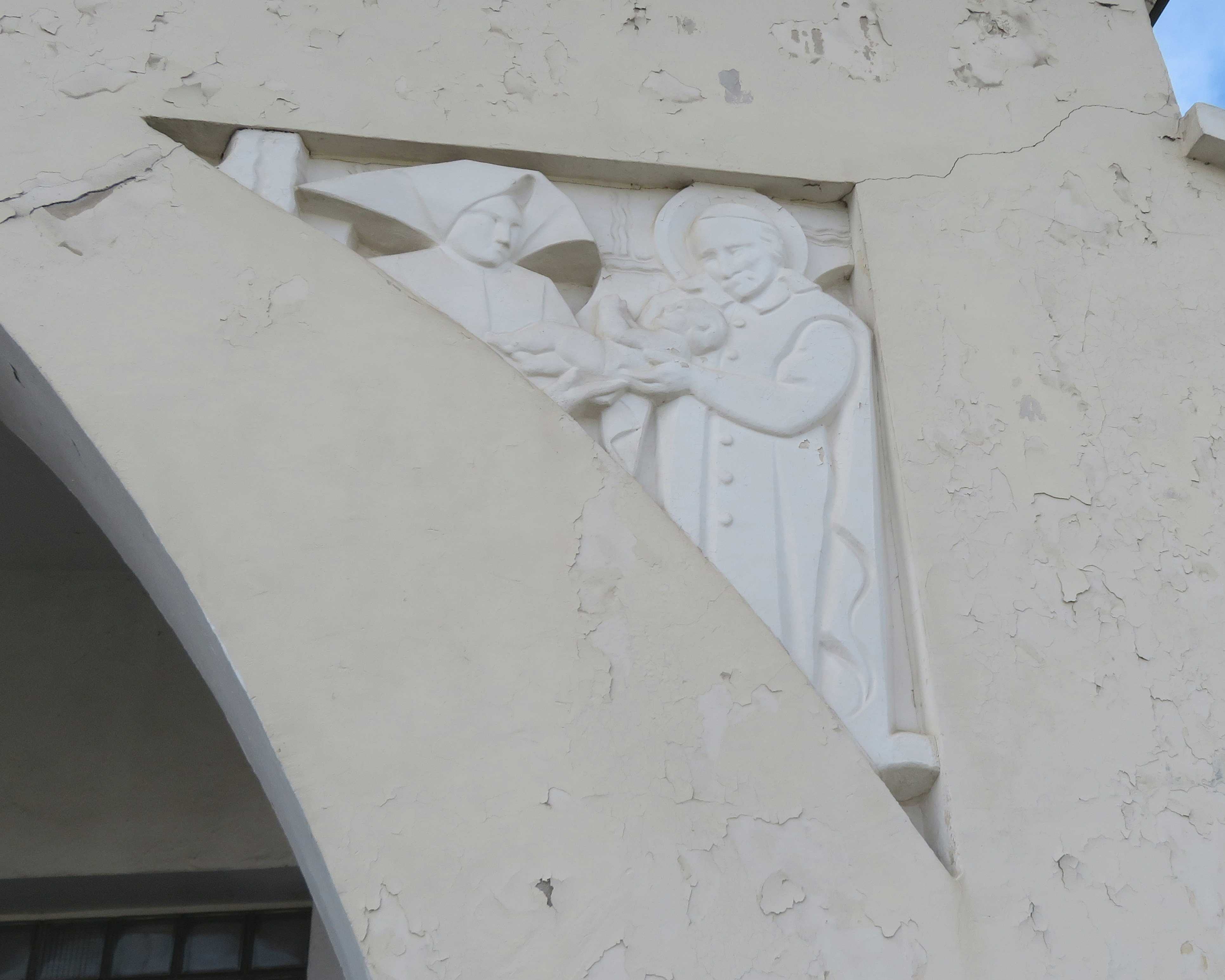
Fille de la charité présentant un nouveau-né à Vincent de Paul

Vues intérieures

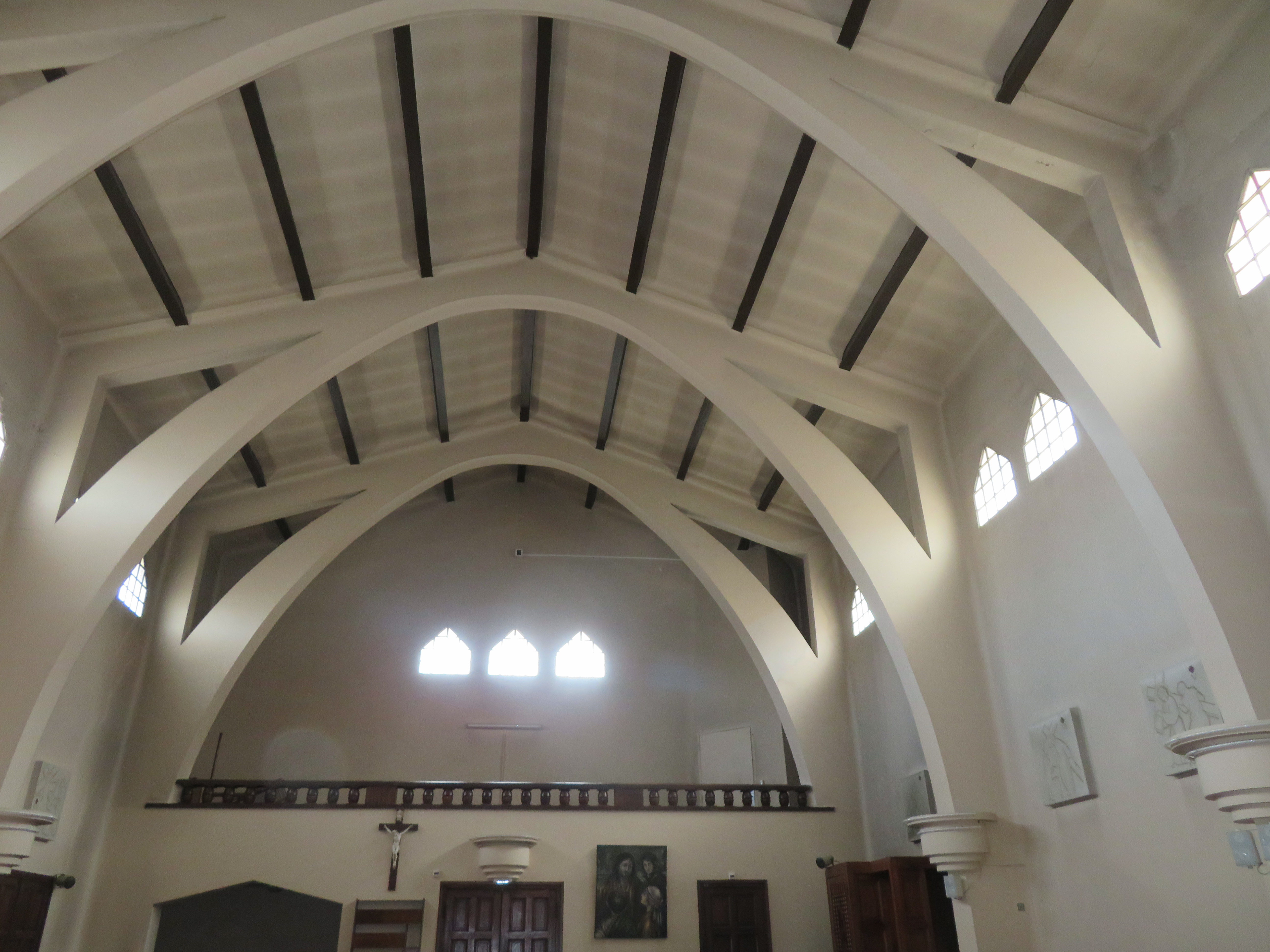
La nef
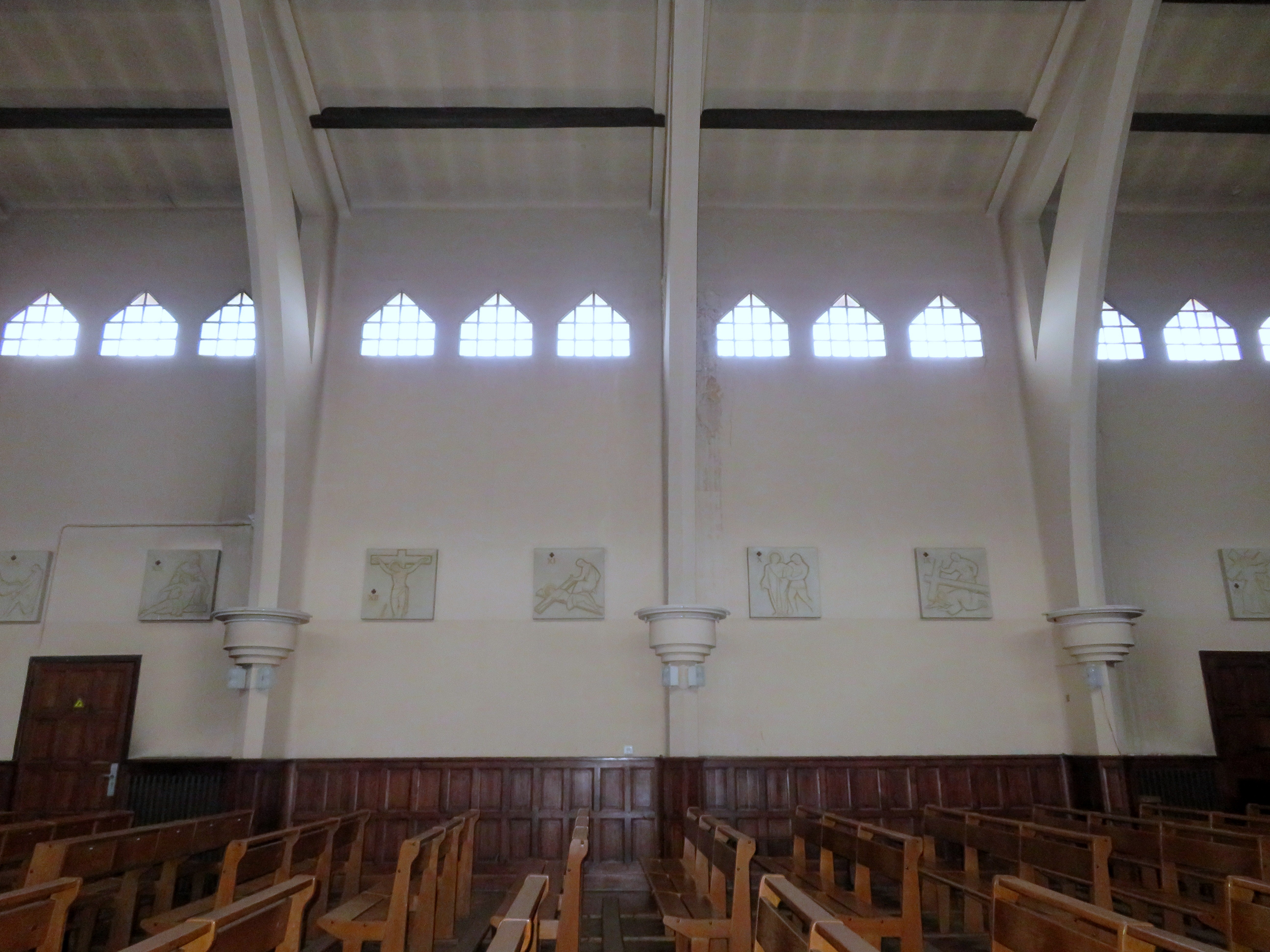
Stations du chemin de croix et fenêtres en forme de mitre
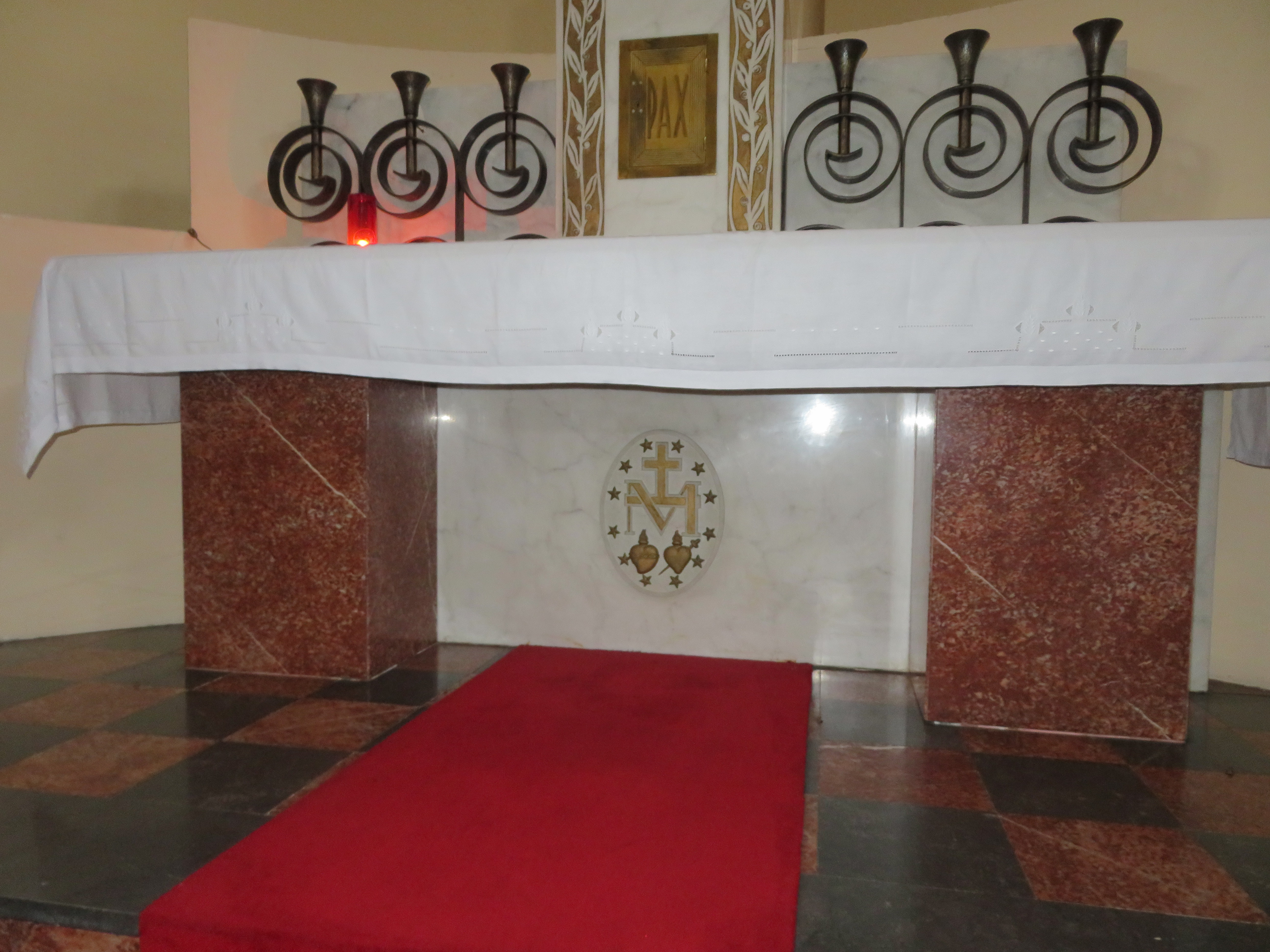
L'autel et le tabernacle
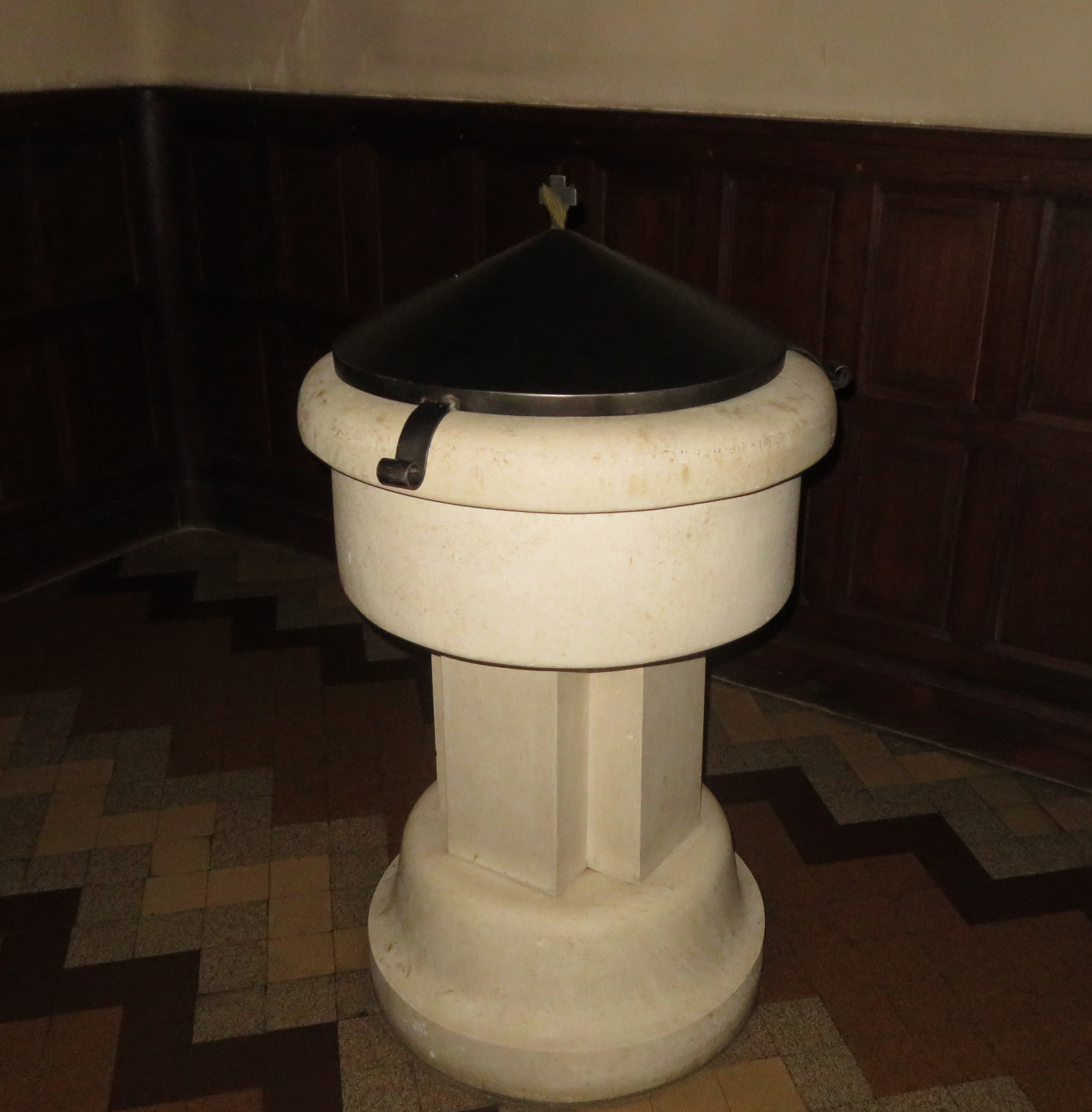
Le baptistère